# خیابان یازدهم
خیابان یازدهم (انگلیسی: Eleventh Avenue) خیابانی در منهتن در شهر نیویورک و کنار رودخانه هادسن است. این خیابان در غربی‌ترین قسمت بخش منهتن قرار دارد. خیابان یازدهم از گرینویچ ویلج آغاز می‌شود. بخش قابل توجهی از خیابان یازدهم به نمایندگی‌های خودرو و انبارها اختصاص دارد.